# Леневё, Жюль Эжен
Жюль Эжен Леневё (фр. Jules Eugène Lenepveu; 12 декабря 1819, Анже — 16 октября 1898, Париж) — французский исторический живописец, представитель неоклассицизма.

## Биография
Обучался в школе изящных искусств в своём родном городе Анже, а затем в Париже у Франсуа Эдуара Пико. Дебютировал на выставках Салона в 1843 году с картиной «Идиллия». В 1847 году за полотно «Смерть Вителлия» был удостоен Римской премии, получив возможность совершенствовать своё мастерство в Италии. В дальнейшем в 1873—1878 годах занимал пост директора Французской академии в Риме, принимавшей молодых художников-пансионеров.
Известен своими историческими картинами. Расписал плафоны на потолке Парижской оперы (1869—1871, спустя почти сто лет возобновлены Марком Шагалом), театр в Анже (1871). Серия работ, посвящённых жизни и деятельности Жанны д’Арк (1886—1890), украшает парижский Пантеон.
В 1900 году, спустя два года после его смерти, в честь художника был поставлен памятник во дворе Музея изящных искусств (Musée des Beaux-Arts) в Анже, и там же в его честь названа пешеходная улица.

## Работы
- Мученики в катакомбах, 1855, Музей Орсе, холст, масло
- Музы, 1872, Музей Орсе, фреска на потолке

### Галерея

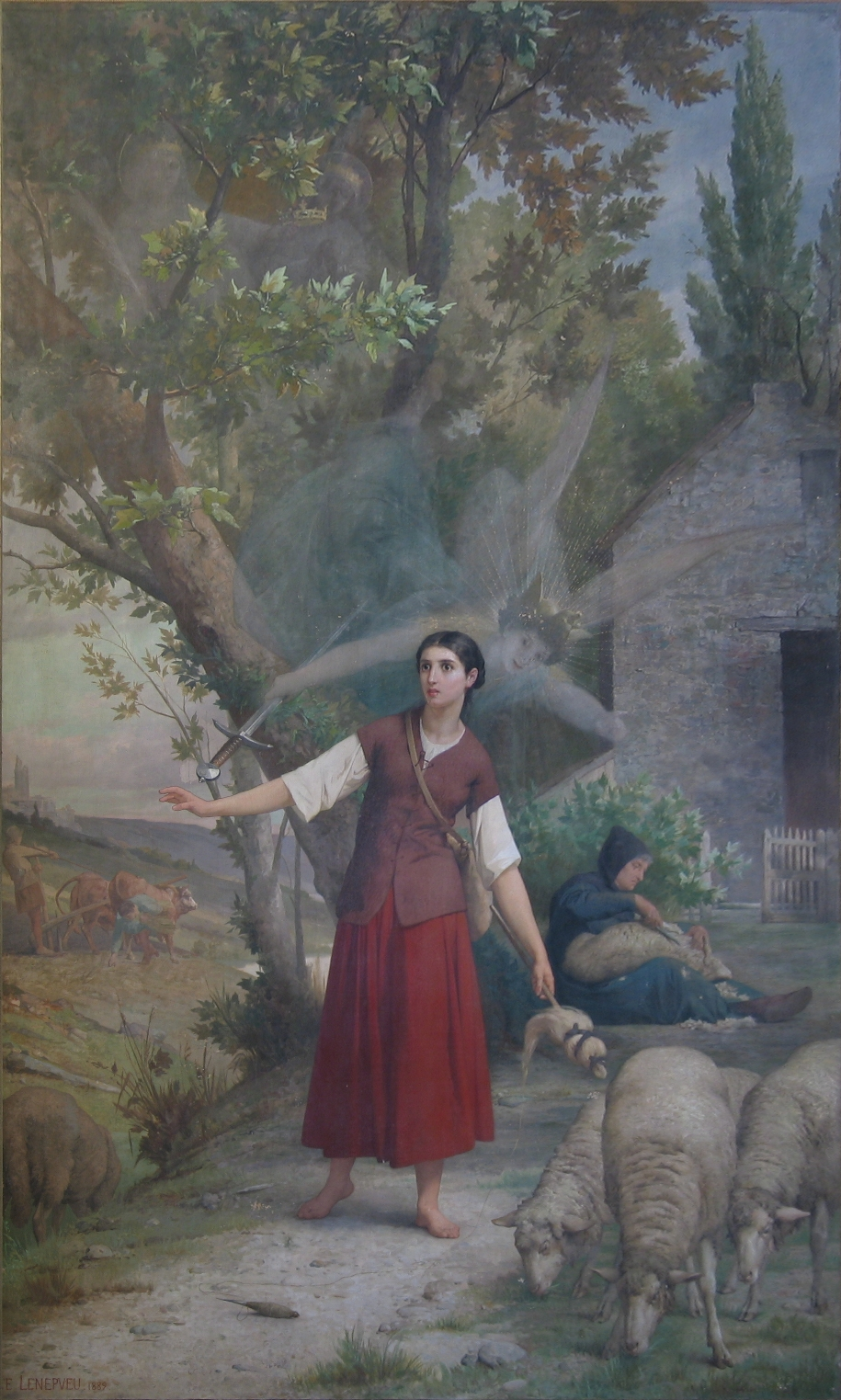
Легенда о Жанне д’Арк
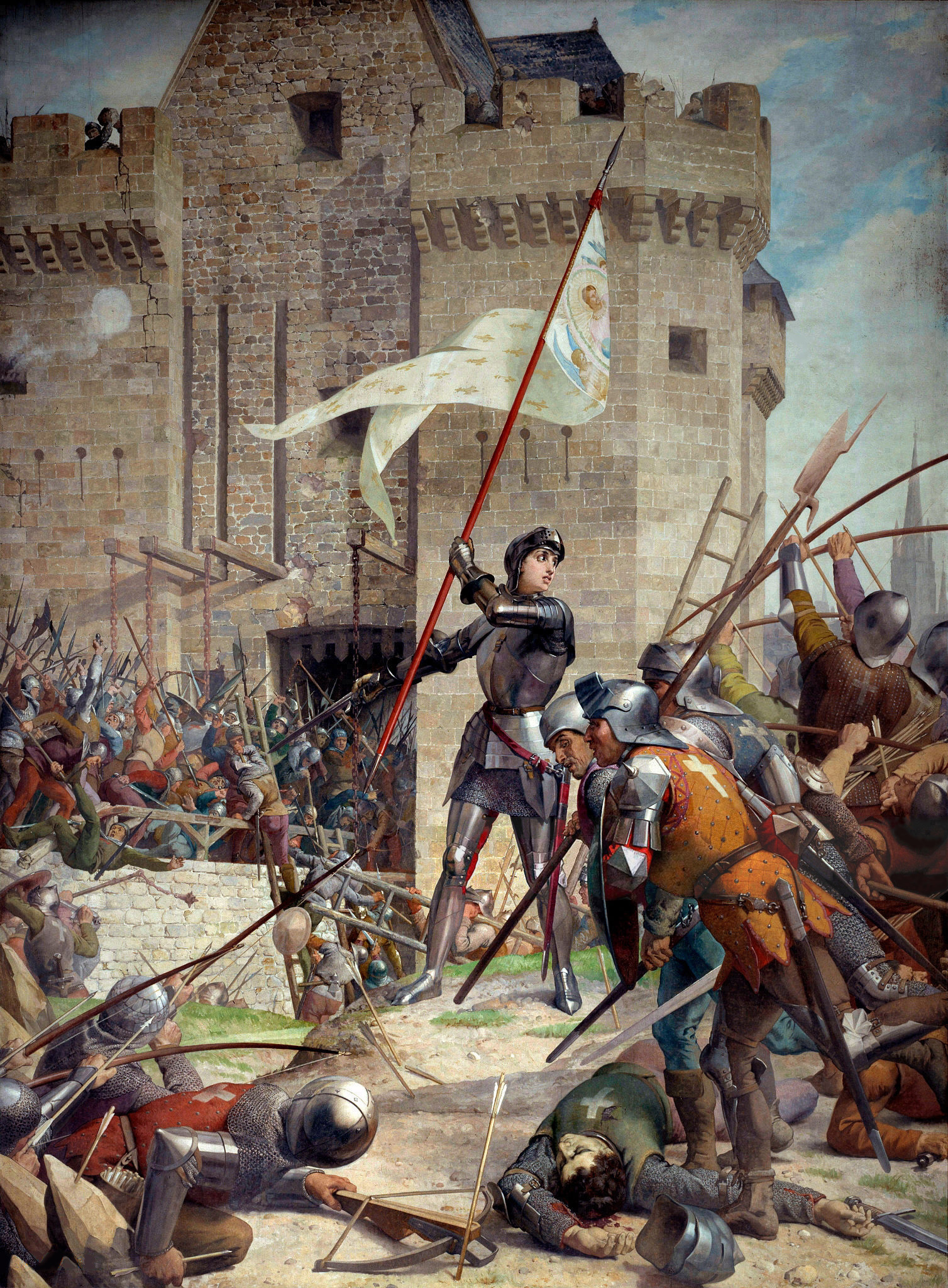
Легенда о Жанне д’Арк
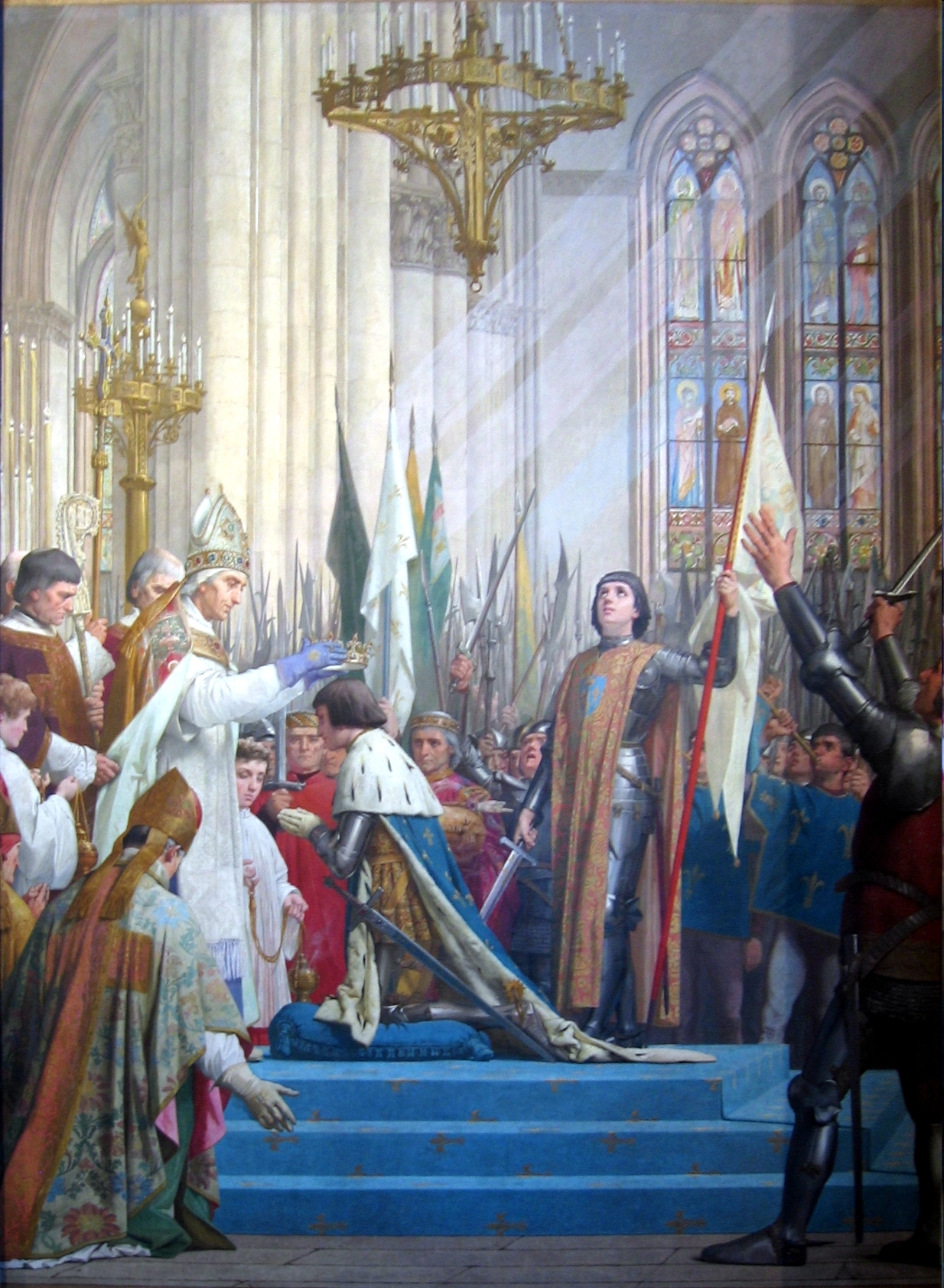
Легенда о Жанне д’Арк
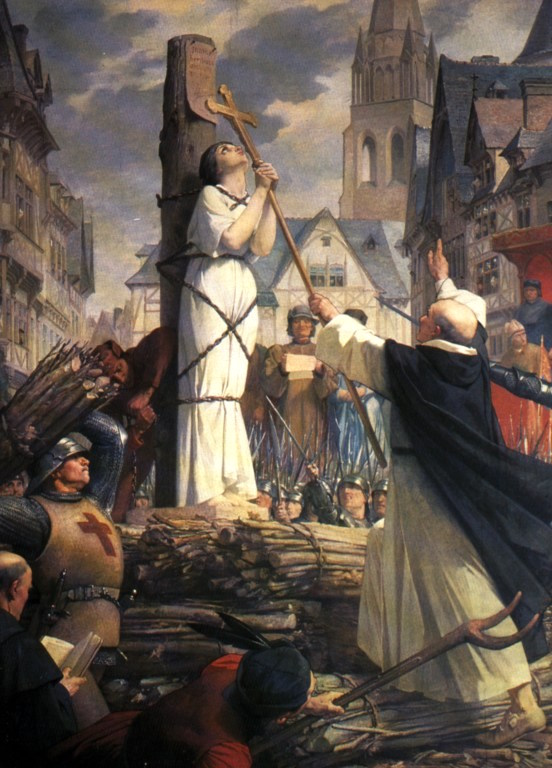
Легенда о Жанне д’Арк